# Hinton St George
Hinton St George – wieś w Anglii, w hrabstwie Somerset, w dystrykcie (unitary authority) Somerset. Leży 63 km na południe od miasta Bristol i 200 km na zachód od Londynu. W 2002 miejscowość liczyła 404 mieszkańców.